# Храм Троицы Живоначальной в Воронцове
Храм Тро́ицы Живонача́льной в Воронцо́ве — православный храм в Обручевском районе (ЮЗАО) Москвы. Расположен на территории Воронцовского парка. Относится к Андреевскому благочинию Московской епархии Русской православной церкви.
Престолы: главный — Троицы Живоначальной
При храме действует воскресная школа. Рядом с храмом установлен поклонный крест в память о жертвах Чернобыля.

## История
Здание Троицкого храма — самое старое в комплексе имения Воронцовых, выстроено в середине XVIII века. Исследователи 1920-х годов (см. ОИРУ) полагали, что храм был устроен в 1807 году в садовом восьмигранном павильоне. Однако реставрация 1990-х годов вскрыла, что все существующие части здания, в том числе выходящие за пределы восьмигранника крылья, ранее полагаемые перестройками XIX века — выложены из одинакового кирпича, в одно время; тогда же появился и баро́чный декор. Предположительно, здание было изначально «зимним», отапливаемым гостевым домиком, тогда как сама усадьба XVIII века была летней резиденцией, не приспособленной для круглогодичного проживания. По форме оно вполне традиционно для парковой архитектуры XVIII века, необычна лишь скруглённая западная стена, в которой устроен главный вход в храм.
Здание используется как приходская церковь как минимум с 1807 года (им датирована самая ранняя документально подтверждённая перестройка имения в целом). В 1838 году при тогдашнем владельце имения С. И. Муханове к храму были пристроены двухъярусная колокольня (вероятно, на месте более ранней) и придел. Тогда же к югу от храма было устроено кладбище, тянувшееся вдоль Старого Калужского шоссе по направлению к парадному въезду в усадьбу.
После 1928 года храм закрыли; колокольня была разрушена, кладбище, окружавшее храм, уничтожено, и на его месте разбит парк. К 1980-м годам храм обратился в руины, полностью утратив купол и части фасада.
В результате реставрации, начавшейся зимой 1990 года, храм был возрождён; колокольня и одна из стен храма были фактически выстроены заново. Богослужения возобновлены 23 мая 1990 года. По воспоминаниям Ксении Лученко, «в глубине парка стоял разрушенный храм. Я его помню с детства страшно запущенным: голые стены из старого выщербленного кирпича, деревья, прорастающие из стен, не было ни купола, ни крыши. И внутри такое же запустение — только бездомные собаки гуляли. <…> А однажды мы с подружками — а нам было лет по 12 тогда — прибежали, как обычно, к этому нашему заброшенному храму и обнаружили, что там идёт служба. Поёт хор, горят свечи, батюшка читает Евангелие… И это было совершенно удивительно! Под открытым небом стоял престол, шла Литургия, над головой у священника пролетали и чирикали птицы, из стен храма росли деревья, а свечи горели в нишах из выбитых кирпичей». Первая после длительного перерыва Божественная литургия прошла 1 октября 1991 года.

## Информация о приходе

### Святыни
- местночтимая икона Божией Матери «Умиление». Список с Серафимо-Дивеевской иконы.
- частица мощей блаж. Матроны Московской.

### Духовенство
- настоятель (с 12 февраля 1990) — протоиерей Сергий Поляков
- иерей Тимофей Бойко (с августа 2007)

### Воскресная школа
При храме действует воскресная школа для детей, в которой опытные преподаватели обучают детей Закону Божию, истории церкви, церковному пению, православной архитектуре и рисованию, бисероплетению.

### Богослужение
Литургия в 09:00. Всенощное бдение накануне праздников и в субботу — в 17:00.
Хор при храме возглавляет регент Татьяна Шувалова.

## Расположение
- Адрес: 117393, Москва, ул. Академика Пилюгина, д. 1.
- Телефон: (499) 120-33-87.
- Проезд: метро Новые Черёмушки либо Проспект Вернадского, далее автобусом 616, 721.
- Остановка: «ул. Академика Пилюгина» или «Воронцовский парк».
- Расстояние от метро: Новые Черёмушки ~ 1,2 км; Калужская ~ 1,5 км; Проспект Вернадского ~ 2 км; Профсоюзная ~ 2,1 км.

## Иллюстрации
- Вход в церковь. Колокольня. Вид с западной стороны.
- Поклонный крест — памятник ликвидаторам аварии на Чернобыльской АЭС — жителям Юго-Западного округа Москвы
- Мемориальная плита поклонного креста.